# Pierre de Troyes
Pierre Philippe de Troyes (Troyes, 3 maggio 1645 – Fort Niagara, 8 maggio 1688) è stato un militare francese.
Arrivato in Québec nell'agosto 1685, si mise subito in evidenza per il suo valore e della sua audacia e il 20 marzo 1686 partì da Québec con venti fanti di marina e sessanta rangers per raggiungere le colonie francesi sulla Baia di James e portare rifornimenti ai coloni; intralciato dagli inglesi, condusse vittoriosamente la Battaglia della Baia di James con un numero ridotto di forze militari e riuscì a portare a termine la missione.
Fu anche lui che condusse una memorabile vittoriosa azione contro le tribù Seneca e costruì Fort Niagara, nel quale morì a causa di un'epidemia di scorbuto l'8 maggio 1688.